# Xanca pit-roja
La xanca pit-roja (Grallaria dignissima) és una espècie d'ocell de la família dels gral·làrids (Grallariidae).
Habita el terra de la selva pluvial, a les terres baixes fins als 500 m, al sud-est de Colòmbia, est de l'Equador i nord del Perú.